# Sâncraiu de Mureș
Sâncraiu de Mureș (romanès) Weichseldorf (alemany) o Marosszentkirály (hongarès) és un municipi a Romania, a la Província de Mureș. El poble és a la riba dreta del riu Mureș, a 5 km de la ciutat de Târgu Mureș a l'oest. A causa de la seva expansió, està juntament amb les localitats Hídvég, Egerszeg i Náznánfalva. El municipi pertany a l'Àrea metropolitana de Târgu Mureș.

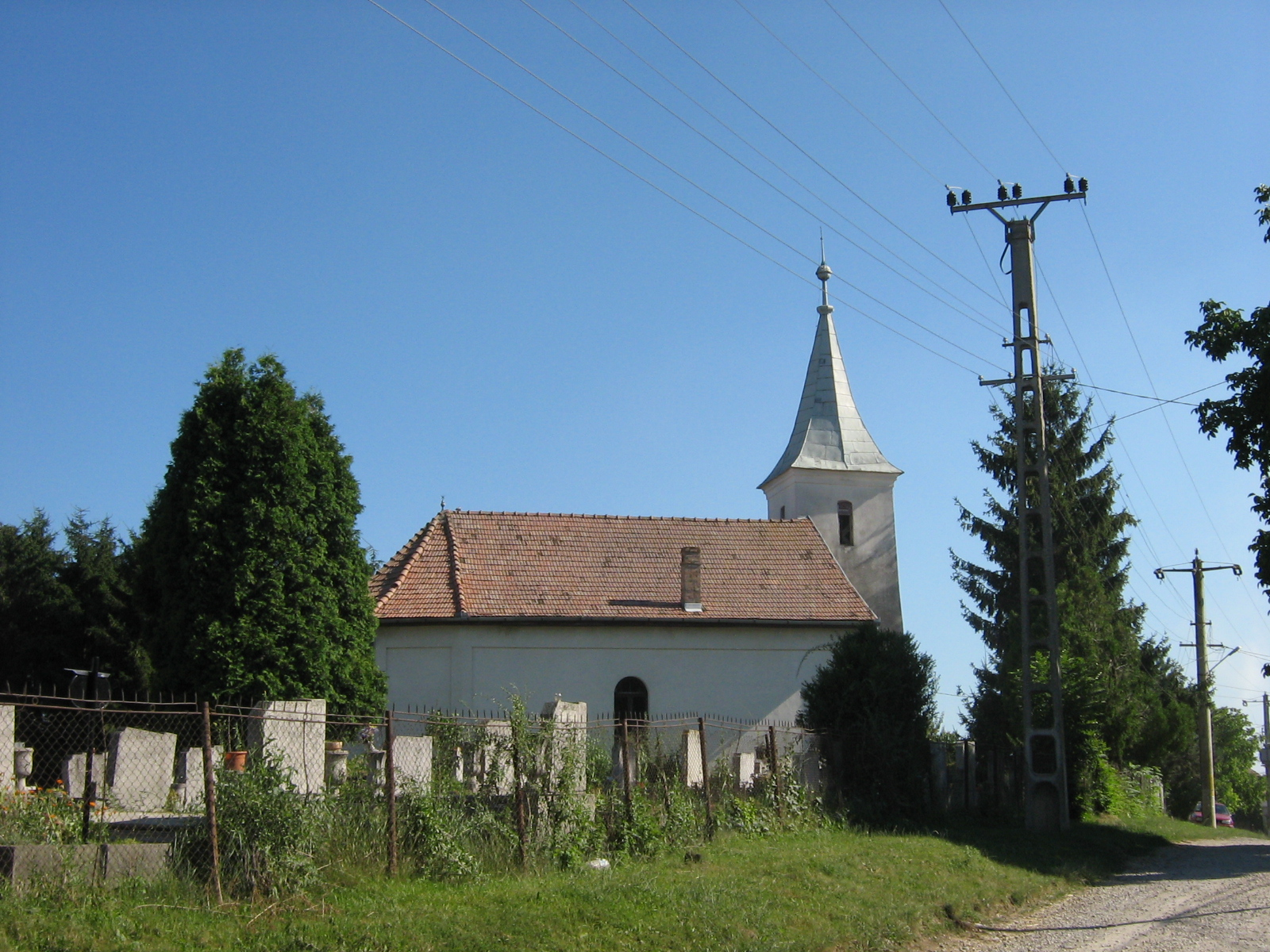
L'església reformada del poble

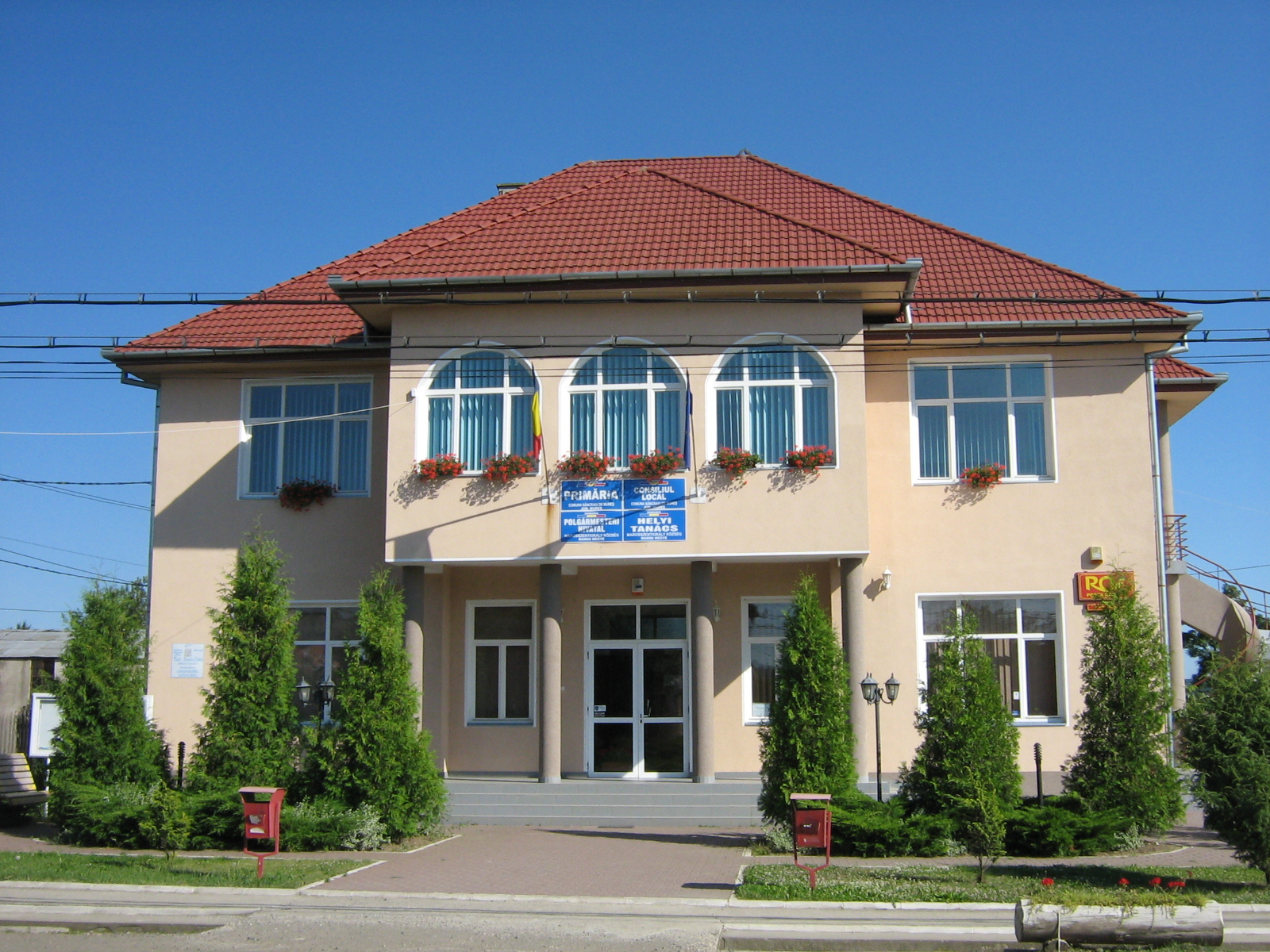
La casa consistorial

Per primera vegada és esmentat en 1332 com Sancto Rege i en 1339 apareix sota el nom de Zentkiral. A l'edat mitjana ja era una localitat significativa, ja que tenia dues esglésies: l'església de Sant Esteve i el monestir denominat La Verge Benaurada, fundat el 1350. El nom antic del poble en hongarès era Székelyháza i després Hosszúfalu. Es pensa que la seva església reformada va ser construïda a finals del segle xii, no obstant això, és clar que en 1239 ja existia. En 1900 van demolir la nau central i el santuari d'aquesta església medieval i van reconstruir aquesta part. No obstant això, la seva torre va quedar intacta, és l'original. El 1350 es van establir aquí els monjos de la Orde de Sant Pau. Ells van fundar en 1370 l'església paulina del poble en el proper cim de Klastrom. Poc després, l'església es va incendiar i les seves pedres i maons van ser reutilitzats per a la construcció del castell de Târgu Mureș. El1910 el poble tenia 986 habitants, dels quals 534 eren hongaresos i 357 romanesos. Fins al Tractat del Trianon (1920) el poble pertanyia al Comtat de Maros-Torda, Hongria. El 1992 vivien aquí 4089 habitants, d'aquesta xifra 2.050 eren de ètnia hongaresa, 1.844 romanesos i 201 gitanos.